# 廣州市農業
廣州農業，主要介紹廣州地方的農業。隨著廣州發展，廣州的農業逐步成為以為大城市服務為主的城郊型農業。

## 概覽
截止2016年，廣州有農副產品類市場135個，主要分佈于荔灣區和白雲區。而2015年底，广州市农民专业合作社有登记3．5万人。到2016年廣州據計有536,524農業從業者，其中122,695為本地農戶。農業产业化生產機構就有過千間。

## 歷史
《史記》載：楚越之地，飯稻羹魚，火耕水耨。在新石器時代，廣州地區就有原始的農業和漁業， 並有野生水稻生長。農業商業化亦較早出現，唐末廣州地區已是水果、稻米、甘蔗產地；宋代時廣州為全國一大米市，有大批餘糧接濟閩、浙等地，號稱廣米。宋代以後，珠江下游淤積日多，外來移民漸多，開墾種植，圈築堤圍，蓄泄灌溉。
明代中後期，廣州、佛山等城鎮成為手工業和商業要地，大批稻田改種手工業原料作物，一些農民進入城鎮提供勞動力，一定程度領導稻穀生產衰落，由原“多穀之地”逐變為缺糧地，需依賴廣西供應部分糧米。
至清代，築圍臻于鼎盛期。
鴉片戰爭後，咸豐、同治年間（1851～1874），番禺縣北至茭塘、新造，南至香山、黃閣，大片稻田轉為桑基魚塘。花地、石圍塘及增城縣部分地區則發展了果基魚塘，並廣種甘蔗、花生、蔬菜、花卉，出現不少菜農、果農、花農、花戶。河南至大石一帶，果樹“障蔽百里”，禺南糖蔗“連崗接阜，一望若蘆葦然”，積極發展基塘農業。
清末民初，廣州相繼建立了廣東省農林試驗場、廣東大學農學院等農業科研教育機構，致力於農作物品種比較、水稻選育種和化肥施用效果試驗等項目的研究工作。 國民政府時代還頒佈過《農政綱要》、《森林法》等法規，進行過一系列農業技術推廣工作，引入化肥、化學農藥、拖拉機，陳濟棠時代還有建立化肥廠和機榨糖廠等近代產業。

## 農地
廣州农业耕作土壤有水稻土（主）、菜园土、潮沙泥土、耕型赤红壤等。
舊日廣州（番禺縣），禺南分民田、圍田和沙田區。民田區兼有丘陵，地勢高；沙田區為沖積土；禺北多山，耕地較瘦瘠。清光緒五年（ 1879年），廣州府登記在冊的官民田地、山塘面積據計有1062.32萬畝，其中屯田49.49萬畝，占4.66％。
1860年代，小北门内的菜田因为填塘建屋而转去门外北郊。隨近代廣州城市化，蔬菜需求增加，使近郊菜地拓展，就河南57村7.4萬畝農地中，就有3萬幾畝是菜地。
1950年到1953年春，廣東、廣州等地方推開農村土地改革，原廣東省政協副主席楊奎章憶述其老首長張文親歷，當時城鄉關係一度緊張，許多地主走難到廣州。據計番禺縣境內此時期，被當局沒收徵收地主(含公嘗田，或公蒸田，即宗族祠所有的田地）的農地有94.1萬畝。1955年秋後縣當局推行農業合作化，短短兩年幾內結束農村的私人土地（農地）所有，取消土地分紅，鄉民的耕畜農具更被無償徵用收歸集體所有。番禺縣鄉民對此轉變大為不滿，於1957年初爆發集中退出合作社的浪潮。
1988年後，廣州劃定為農村區域有“四縣（花縣、從化縣、增城縣、番禺縣）五區（劃為市區，而保有農業的白雲區、天河區、海珠區、芳村區、黃埔區）”。1990年統計上述範圍，共有耕地246.95萬畝，其中水（旱）田218.11萬畝，旱地28.85萬畝。

## 農產品
一直農業發展有利用山地造林，丘陵旱地種果、蔗，水田種植水稻，河湧、水庫、魚塘養魚。
1860年代左右，小北門外同河南（海珠）一帶盛產白菜、黃芽白、芥蘭、生菜等，市頭等村盛產蘿蔔。
原番禺縣內傳統的農副產品，除糖蔗外，較主要的有生果、蔬菜，大部分銷向廣州，少量出口香港。加工的菜乾和頭菜，亦有部分出口；油料作物方面，主種花生和黃豆，產油可以自給。原禺北（今白雲區）還有將黃豆製成腐竹、枝竹，成為特產。原禺東（東山&天河&黃埔）、禺北還曾有大量加工荔枝乾同酸梅乾。廣州一帶的地理氣候，亦適宜於引入許多外域品種，自漢代以來，先後從外埠引進有茉莉花、素馨花、海棗、古度樹、底稱實、芒果、菠蘿蜜、番石榴、番荔枝、花生、玉米、煙草、番薯、橡膠等許多花果木與農作物品種，豐富本地農業資源。
下列為一些本地出名物產：
- 嶺南木瓜
- 夏茅香芒
- 番禺蕉門紅番薯
- 胭脂红番石榴（俗称番桃）
- 增城迟菜心等

胭脂红番石榴引入广州有两百多年的历史，在1930~1940年代便驰名省港澳，有“番石榴中的贵族”之称，主要种植分布在海珠、增城和番禺等地，番禺出产地有石楼、石碁、黄阁等，而过去最有名的产自李福林的乡下——番禺县塘司大塘乡。胭脂红曾经出口到港澳台等地。

## 發展
近河海地區，農民會用湧泥肥田，建立果基魚塘、桑基魚塘、蔗基魚塘等生態農業。近郊農民會搞花果菜藥立體種植，建立人工生態群落模式。沙田蔗區農民會利用蔗苗封行前套種黃豆、花生、蔬菜，封行後培植食用菌。更有開闢出種植與遊覽觀光相兼的旅遊農業。
1949年後，一系列管制趨於強化，番禺縣主種的水稻和糖蔗等，長期受到統購價格制度左右，生產量趨向下跌。而縣境的林果業和畜牧業，在1970年代後重新開放經濟前，受 「以糧為綱」政策制約而停滯不前。

## 外部連結
- 广州市农业信息中心 （页面存档备份，存于）